# 约旦驻华大使馆
约旦哈希姆王国驻中华人民共和国大使馆（阿拉伯语：‎），简称约旦驻华大使馆，是约旦哈希姆王国在中华人民共和国的最高外交代表机构。馆址位于中国北京市朝阳区三里屯东六街5号。

## 历史沿革
1977年4月7日，约旦与中华人民共和国建交。1979年，约旦驻华大使馆在北京开馆。